# Gastrotheca longipes
Gastrotheca longipes es una especie de anfibios de la familia Amphignathodontidae.
Habita en Ecuador y Perú.
Su hábitat natural incluye bosques bajos y secos y montanos tropicales o subtropicales secos.